# Львов, Евгений Львович
Евгений Львович Львов (1919 — 10  сентября 1996 года) — специалист в области электромеханики, доктор технических наук, профессор кафедры управления и информатики Московского энергетического института (МЭИ).

## Биография
Евгений Львович Львов родился в 1919 году. В 1934 году успешно окончил электромеханический факультет Московского энергетического института. В годы учебы подрабатывал на предприятиях Мосэнерго, работал на оборонных организациях Москвы.
После окончания института Евгений Львович был направлен на учебу в аспирантуру МЭИ. В годы учебы в аспирантуре подготовил и в 1948 году защитил кандидатскую диссертацию. Тема диссертации была связана с разработкой общей теории расчета статических характеристик электромагнитов. В 1966 году защитил докторскую диссертацию, посвященную проблемам динамики линейных систем регулирования с изменяющимися параметрами.
В последующие годы работал в Московском энергетическом институте, занимался преподавательской деятельностью, поставил и вёл  около десяти новых учебных курсов. Некоторое время читал циклы лекций в других вузах страны, читал лекции также в КНР, Индии и Венгрии.
Область научных интересов: электрические машины, проблемы управляемости машин переменного тока.
Евгений Львович Львов имел патенты на изобретения, является автором более 100 научных трудов, включая 10 учебников и научных монографий. Под его руководством было подготовлено и защищено 20 кандидатских диссертаций.
Евгений Львович Львов скончался в Москве 10 сентября 1996 года.

## Труды
- Магнитные усилители в технике автоматического регулирования [Текст]. - Москва : Энергия, 1972. - 552 с.